# Clarence Clark
Clarence Munroe Clark (Germantown, 27 agosto 1859 – 20 giugno 1937) è stato un tennista statunitense attivo verso la fine del XIX secolo.

## Biografia
È nato a Germantown, in Pennsylvania, da una famiglia prestigiosa di Philadelphia. Si è laureato presso la University of Pennsylvania nel 1878.
Nel 1881, è diventato il primo segretario del US lawn tennis association. Nello stesso anno, ha vinto il primo torneo di doppio ai Campionati Nazionali degli Stati Uniti (ora US Open) giocando con Frederick Winslow Taylor, dopo aver sconfitto prima il favorito Richard Sears/James Dwight, e nel round finale Alexander Van Rensselaer/Arthur Newbold.
Nel 1882 ha raggiunto la finale del campionato. Ha anche raggiunto nel 1884 le semifinali.
Ha sposato la sorella del suo compagno di doppio Taylor.
È morto nel 1937, all'età di 77 anni, nella sua casa a Germantown.